# Giro d’Italia 2025/12. Etappe
Die 12. Etappe des Giro d’Italia 2025 fand am 22. Mai 2025 statt. Sie führte die 108. Austragung des italienischen Etappenrennens in die Po-Ebene. Der Start erfolgte in Modena, ehe der 172 Kilometer lange Abschnitt in Viadana zu Ende ging. Nach der Etappe hatten die Fahrer insgesamt 1833,3 Kilometer zurückgelegt, was 53,24 % der Gesamtdistanz entspricht. Die Organisatoren der Rundfahrt bewerteten die Schwierigkeit der Etappe mit zwei von fünf Sternen.
Im Sprint setzte sich der Niederländer Olav Kooij (Team Visma-Lease a Bike) vor Casper van Uden (Team Picnic PostNL) und Ben Turner (Ineos Grenadiers) durch. Isaac Del Toro (UAE Team Emirates-XRG) baute seine Führung in der Gesamtwertung aufgrund von zwei Bonussekunden weiter aus.

## Streckenverlauf
Der neutralisierte Start erfolgte in Modena auf dem Piazza Roma vor dem Palazzo Ducale. Die ersten Kilometer führten durch die Altstadt von Modena, ehe die Fahrer den Startort über die Strada Morane verließen. Nach 5,6 Kilometern wurde das Rennen auf der SS12 beim Stadtteil Vaciglio freigegeben.
Nach dem offiziellen Start führte die Strecke zunächst ins südliche Maranello, ehe es über Sassuolo, Castellarano und Roteglia entlang des Secchia in die Ausläufer des nördlichen Apennins ging. In Baiso (543 m) wurde nach 40,5 Kilometern eine Bergwertung der 3. Kategorie abgenommen. Die Fahrer befanden sich nun auf einem Plateau, dem sie vorbei am Castello di Carpineti bis Felina folgten. Hier wurde bei Kilometer 59,5 der erste Zwischensprint ausgefahren. Im Anschluss drehte die Fahrtrichtung gen Norden und es wurde Casina durchfahren, bevor es bergab nach Ciano d’Enza ging. Kurz darauf begann die Straße in San Polo d’Enza wieder anzusteigen, ehe in Borsea (389 m) nach 96,1 Kilometern eine Bergwertung der 3. Kategorie abgenommen wurde. Mit der anschließenden Abfahrt nach Quattro Castella verließen die Fahrer das hüglige Terrain. Auf flachen Straßen ging es nun über Bibbiano und Montecchio Emilia nach Sant’Ilario d’Enza, wo nach 118,6 Kilometern der zweite Zwischensprint erfolgte. Nach Sorbolo wurde der Red Bull-Kilometer 32,9 Kilometer vor dem Ziel in Brescello ausgefahren. Nach der Überquerung des Po erreichten die Fahrer mit Viadana den Zielort, wobei nach der ersten Zieldurchfahrt ein Rundkurs von 26,6 Kilometern Länge absolviert werden musste. Dieser verlief auf flachen Straßen und führte über Sabbioneta und Casalbellotto. Der Zielstrich befand sich auf der Viale Lombardia, wobei rund 500 Meter vor dem Ziel eine scharfe Linkskurve durchfahren werden musste.
|                            | Ort                  | Kilometer | Länge (km) | Höhe (m) | Ø Steigung | max. Steigung |
| -------------------------- | -------------------- | --------- | ---------- | -------- | ---------- | ------------- |
| neutralisierter Start      | Modena (Piazza Roma) | −5,6      |            |          |            |               |
| offizieller Start          | Modena (SS12)        | 0         |            |          |            |               |
| Bergwertung (3. Kategorie) | Baiso                | 40,5      | 5          | 543      | 5,9 %      | unbekannt     |
| Zwischensprint             | Felina               | 59,5      |            |          |            |               |
| Bergwertung (3. Kategorie) | Borsea               | 96,1      | 4,1        | 389      | 5,2 %      | unbekannt     |
| Zwischensprint             | Sant’Ilario d’Enza   | 118,6     |            |          |            |               |
| Red Bull-Kilometer         | Brescello            | 139,1     |            |          |            |               |
| Zieldurchfahrt             | Viadana              | 145,4     |            |          |            |               |
| Ziel                       | Viadana              | 172       |            |          |            |               |

## Rennverlauf
Unmittelbar nach dem Start setzten sich mit Manuele Tarozzi (VF Group-Bardiani CSF-Faizanè), Giosuè Epis (Arkéa-B&B Hotels) und Andrea Pietrobon (Polti VisitMalta) drei Fahrer vom Hauptfeld ab. Das Trio konnte jedoch nur einen maximalen Vorsprung von rund drei Minuten herausfahren. Manuele Tarozzi gewann die erste Bergwertung vor Giosuè Epis und Andrea Pietrobon, ehe sich Lorenzo Fortunato (XDS Astana) den verbliebenen Punkt aus dem Hauptfeld sicherte. Beim ersten Zwischensprint setzte sich Andrea Pietrobon vor Giosuè Epis und Manuele Tarozzi durch. Im Peloton holte Mads Pedersen (Lidl-Trek) vor Steven Kruijswijk (Visma-Lease a Bike) zwei Punkte und baute seine Führung in der Punktewertung somit weiter aus. Die zweite Bergwertung ging erneut an Manuele Tarozzi gefolgt von Giosuè Epis, Andrea Pietrobon und Timo Kielich (Alpecin-Deceuninck). Wenig später gewann Giosuè Epis den zweiten Zwischensprint vor Andrea Pietrobon und Manuele Tarozzi. Mads Pedersen fuhr vor Jensen Plowright (Alpecin-Deceuninck) erneut als Vierter über den Strich.
Manuele Tarozzi und Giosuè Epis wurden kurz vor dem Red Bull-Kilometer eingeholt, während sich Andrea Pietrobon die meisten Bonussekunden gutschreiben ließ. Kurz darauf gingen die weiteren Zeitbonifikationen an Kim Heiduk (Ineos Grenadiers) und den gesamtführenden Isaac Del Toro (UAE Team Emirates-XRG). Nachdem alle Ausreißer gestellt worden waren, nahm das Hauptfeld die letzten 30 Kilometer geschlossen in Angriff. Auf dem letzten Kilometer kam es zu einem Sturz, der das Peloton in mehrere Gruppen teilte. Aufgrund der 3-Kilometer-Regel, wurden jedoch alle betroffenen Fahrer mit der Zeit des Siegers gewertet. Im Zielsprint setzte sich Olav Kooij (Visma-Lease a Bike) vor Casper van Uden (Picnic PostNL) durch, der den Sprint bereits früh eröffnet hatte. Platz drei ging an Ben Turner (Ineos Grenadiers).
In der Gesamtwertung kam es zu keinen nennenswerten Veränderungen, wobei Isaac Del Toro aufgrund der Bonussekunden nun 33 Sekunden vor seinem Teamkollegen Juan Ayuso liegt. Zudem führte der erst 21-jährige Mexikaner auch weiterhin die Nachwuchswertung an. Mads Pedersen blieb an der Spitze der Punktewertung. Als sein erster Verfolger lag Olav Kooij nun 72 Punkte zurück. Lorenzo Fortunato hingegen verteidigte seinen großen Vorsprung von über 100 Punkten in der Bergwertung. Das UAE Team Emirates-XRG verblieb an der Spitze der Mannschaftswertung. Andrea Pietrobon wurde zum aktivsten Fahrer gewählt, wobei alle 171 Starter das Ziel erreichten.

## Ergebnis
| \| Etappenergebnis \| Etappenergebnis \| Etappenergebnis \| Etappenergebnis \| Etappenergebnis \| \| Fahrer \| Fahrer \| Land \| Team \| Zeit \| \| --------------- \| ---------------- \| ---------------------- \| -------------------------- \| --------------- \| \| 1. \| Olav Kooij \| Niederlande \| Team Visma \\| Lease a Bike \| 3 h 55 min 40 s \| \| 2. \| Casper van Uden \| Niederlande \| Team Picnic-PostNL \| + 0 s \| \| 3. \| Ben Turner \| Vereinigtes Königreich \| Ineos Grenadiers \| + 0 s \| \| 4. \| Mads Pedersen \| Dänemark \| Lidl-Trek \| + 0 s \| \| 5. \| Kaden Groves \| Australien \| Alpecin-Deceuninck \| + 0 s \| \| 6. \| Milan Fretin \| Belgien \| Cofidis \| + 0 s \| \| 7. \| Max Kanter \| Deutschland \| XDS Astana Team \| + 0 s \| \| 8. \| Paul Magnier \| Frankreich \| Soudal Quick-Step \| + 0 s \| \| 9. \| Matevž Govekar \| Slowenien \| Bahrain Victorious \| + 0 s \| \| 10. \| Matteo Moschetti \| Italien \| Q36.5 Pro Cycling Team \| + 0 s \| |                  |                        |                            |                 |
| |                  |                        |                            |                 |
| Quelle: ProCyclingStats |                  |                        |                            |                 |
| Etappenergebnis |                  |                        |                            |                 |
| Fahrer | Fahrer           | Land                   | Team                       | Zeit            |
| 1. | Olav Kooij       | Niederlande            | Team Visma \| Lease a Bike | 3 h 55 min 40 s |
| 2. | Casper van Uden  | Niederlande            | Team Picnic-PostNL         | + 0 s           |
| 3. | Ben Turner       | Vereinigtes Königreich | Ineos Grenadiers           | + 0 s           |
| 4. | Mads Pedersen    | Dänemark               | Lidl-Trek                  | + 0 s           |
| 5. | Kaden Groves     | Australien             | Alpecin-Deceuninck         | + 0 s           |
| 6. | Milan Fretin     | Belgien                | Cofidis                    | + 0 s           |
| 7. | Max Kanter       | Deutschland            | XDS Astana Team            | + 0 s           |
| 8. | Paul Magnier     | Frankreich             | Soudal Quick-Step          | + 0 s           |
| 9. | Matevž Govekar   | Slowenien              | Bahrain Victorious         | + 0 s           |
| 10. | Matteo Moschetti | Italien                | Q36.5 Pro Cycling Team     | + 0 s           |

## Gesamtstände
| \| Gesamtwertung \| Gesamtwertung \| Gesamtwertung \| Gesamtwertung \| Gesamtwertung \| \| Fahrer \| Fahrer \| Land \| Team \| Zeit \| \| ------------- \| --------------- \| ---------------------- \| -------------------------- \| ---------------- \| \| 1. \| Isaac Del Toro \| Mexiko \| UAE Team Emirates XRG \| 42 h 43 min 28 s \| \| 2. \| Juan Ayuso \| Spanien \| UAE Team Emirates XRG \| + 33 s \| \| 3. \| Antonio Tiberi \| Italien \| Bahrain Victorious \| + 1 min 09 s \| \| 4. \| Richard Carapaz \| Ecuador \| EF Education-EasyPost \| + 1 min 09 s \| \| 5. \| Simon Yates \| Vereinigtes Königreich \| Team Visma \\| Lease a Bike \| + 1 min 11 s \| \| 6. \| Primož Roglič \| Slowenien \| Red Bull-Bora-Hansgrohe \| + 1 min 26 s \| \| 7. \| Derek Gee \| Kanada \| Israel-Premier Tech \| + 1 min 56 s \| \| 8. \| Giulio Ciccone \| Italien \| Lidl-Trek \| + 2 min 11 s \| \| 9. \| Brandon McNulty \| Vereinigte Staaten \| UAE Team Emirates XRG \| + 2 min 18 s \| \| 10. \| Damiano Caruso \| Italien \| Bahrain Victorious \| + 2 min 26 s \| |                 |                        |                            |                  |
| |                 |                        |                            |                  |
| Quelle: ProCyclingStats |                 |                        |                            |                  |
| Gesamtwertung |                 |                        |                            |                  |
| Fahrer | Fahrer          | Land                   | Team                       | Zeit             |
| 1. | Isaac Del Toro  | Mexiko                 | UAE Team Emirates XRG      | 42 h 43 min 28 s |
| 2. | Juan Ayuso      | Spanien                | UAE Team Emirates XRG      | + 33 s           |
| 3. | Antonio Tiberi  | Italien                | Bahrain Victorious         | + 1 min 09 s     |
| 4. | Richard Carapaz | Ecuador                | EF Education-EasyPost      | + 1 min 09 s     |
| 5. | Simon Yates     | Vereinigtes Königreich | Team Visma \| Lease a Bike | + 1 min 11 s     |
| 6. | Primož Roglič   | Slowenien              | Red Bull-Bora-Hansgrohe    | + 1 min 26 s     |
| 7. | Derek Gee       | Kanada                 | Israel-Premier Tech        | + 1 min 56 s     |
| 8. | Giulio Ciccone  | Italien                | Lidl-Trek                  | + 2 min 11 s     |
| 9. | Brandon McNulty | Vereinigte Staaten     | UAE Team Emirates XRG      | + 2 min 18 s     |
| 10. | Damiano Caruso  | Italien                | Bahrain Victorious         | + 2 min 26 s     |

| Punktewertung | Punktewertung      | Punktewertung          | Punktewertung              | Punktewertung |
| Fahrer        | Fahrer             | Land                   | Team                       | Punkte        |
| ------------- | ------------------ | ---------------------- | -------------------------- | ------------- |
| 1.            | Mads Pedersen      | Dänemark               | Lidl-Trek                  | 177 P.        |
| 2.            | Olav Kooij         | Niederlande            | Team Visma \| Lease a Bike | 105 P.        |
| 3.            | Casper van Uden    | Niederlande            | Team Picnic-PostNL         | 83 P.         |
| 4.            | Alessandro Tonelli | Italien                | Team Polti VisitMalta      | 64 P.         |
| 5.            | Isaac Del Toro     | Mexiko                 | UAE Team Emirates XRG      | 54 P.         |
| 6.            | Richard Carapaz    | Ecuador                | EF Education-EasyPost      | 45 P.         |
| 7.            | Wout van Aert      | Belgien                | Team Visma \| Lease a Bike | 43 P.         |
| 8.            | Orluis Aular       | Venezuela              | Movistar Team              | 42 P.         |
| 9.            | Edoardo Zambanini  | Italien                | Bahrain Victorious         | 41 P.         |
| 10.           | Thomas Pidcock     | Vereinigtes Königreich | Q36.5 Pro Cycling Team     | 39 P.         |

| Bergwertung | Bergwertung       | Bergwertung            | Bergwertung                   | Bergwertung |
| Fahrer      | Fahrer            | Land                   | Team                          | Punkte      |
| ----------- | ----------------- | ---------------------- | ----------------------------- | ----------- |
| 1.          | Lorenzo Fortunato | Italien                | XDS Astana Team               | 157 P.      |
| 2.          | Juan Ayuso        | Spanien                | UAE Team Emirates XRG         | 54 P.       |
| 3.          | Manuele Tarozzi   | Italien                | VF Group-Bardiani CSF-Faizanè | 50 P.       |
| 4.          | Paul Double       | Vereinigtes Königreich | Team Jayco AlUla              | 36 P.       |
| 5.          | Isaac Del Toro    | Mexiko                 | UAE Team Emirates XRG         | 30 P.       |
| 6.          | Nairo Quintana    | Kolumbien              | Movistar Team                 | 28 P.       |
| 7.          | Pello Bilbao      | Spanien                | Bahrain Victorious            | 28 P.       |
| 8.          | Sylvain Moniquet  | Belgien                | Cofidis                       | 22 P.       |
| 9.          | Lucas Plapp       | Australien             | Team Jayco AlUla              | 22 P.       |
| 10.         | Richard Carapaz   | Ecuador                | EF Education-EasyPost         | 19 P.       |

| Nachwuchswertung | Nachwuchswertung        | Nachwuchswertung       | Nachwuchswertung        | Nachwuchswertung |
| Fahrer           | Fahrer                  | Land                   | Team                    | Zeit             |
| ---------------- | ----------------------- | ---------------------- | ----------------------- | ---------------- |
| 1.               | Isaac Del Toro          | Mexiko                 | UAE Team Emirates XRG   | 42 h 42 min 39 s |
| 2.               | Juan Ayuso              | Spanien                | UAE Team Emirates XRG   | + 33 s           |
| 4.               | Antonio Tiberi          | Italien                | Bahrain Victorious      | + 1 min 09 s     |
| 5.               | Giulio Pellizzari       | Italien                | Red Bull-Bora-Hansgrohe | + 3 min 51 s     |
| 6.               | Davide Piganzoli        | Italien                | Team Polti VisitMalta   | + 4 min 01 s     |
| 7.               | Max Poole               | Vereinigtes Königreich | Team Picnic-PostNL      | + 5 min 36 s     |
| 8.               | Embret Svestad-Bårdseng | Norwegen               | Arkéa-B&B Hotels        | + 12 min 57 s    |
| 9.               | Edoardo Zambanini       | Italien                | Bahrain Victorious      | + 19 min 50 s    |
| 10.              | Mathias Vacek           | Tschechien             | Lidl-Trek               | + 22 min 26 s    |

| Mannschaftswertung | Mannschaftswertung         | Mannschaftswertung           | Mannschaftswertung |
| Team               | Team                       | Land                         | Zeit               |
| ------------------ | -------------------------- | ---------------------------- | ------------------ |
| 1.                 | UAE Team Emirates XRG      | Vereinigte Arabische Emirate | 128 h 04 min 15 s  |
| 2.                 | Bahrain-Victorious         | Bahrain                      | + 20 min 30 s      |
| 3.                 | Lidl-Trek                  | Vereinigte Staaten           | + 22 min 11 s      |
| 4.                 | Team Visma \| Lease a Bike | Niederlande                  | + 23 min 26 s      |
| 5.                 | Ineos Grenadiers           | Vereinigtes Königreich       | + 25 min 48 s      |
| 6.                 | XDS Astana Team            | Kasachstan                   | + 26 min 13 s      |
| 7.                 | Red Bull-BORA-hansgrohe    | Deutschland                  | + 31 min 34 s      |
| 8.                 | Movistar Team              | Spanien                      | + 31 min 48 s      |
| 9.                 | Team Jayco AlUla           | Australien                   | + 39 min 29 s      |
| 10.                | EF Education-EasyPost      | Vereinigte Staaten           | + 42 min 32 s      |